# Waterpolo en los XX Juegos Centroamericanos y del Caribe
Se detallan los resultados de las competiciones deportivas para la especialidad de Waterpolo
en los XX Juegos Centroamericanos y del Caribe. En esta edición de los juegos se desarrolló por primera vez el torneo femenino.

## Equipos participantes
| Torneo masculino - Colombia - Cuba - México - Puerto Rico - Trinidad y Tobago - Venezuela | Torneo femenino - Colombia - Cuba - México - Puerto Rico - Venezuela |

## Resultados
| Evento    | Oro  | Plata       | Bronce    |
| --------- | ---- | ----------- | --------- |
| Masculino | Cuba | Colombia    | México    |
| Femenino  | Cuba | Puerto Rico | Venezuela |